# Bernsteinsee (Ruhlsdorf)
Der Bernsteinsee Ruhlsdorf befindet sich im Landkreis Barnim in Brandenburg zwischen Ruhlsdorf und Marienwerder. An dem Kiessee befinden sich offene Badestellen mit Sandstrand. Am nördlichen Ufer befindet sich ein Strandbad mit mehreren Beachvolleyballfeldern. Der See hat eine Fläche von 27,6 Hektar bei einer maximalen Länge von fast einem Kilometer. 
Wie für Kiesseen typisch ist das Wasser klar und sauber mit einer Sichttiefe von etwa zwei Metern. Die Wasserqualität wurde in den Jahren 2014 bis 2018 durchgängig mit „ausgezeichnet“ bewertet.